# Аут-Скеррис
Аут-Скеррис (Аут, англ. Out Skerries) — группа небольших островов в восточной части архипелага Шетландских островов, Шотландия.

## Этимология
Окончание названия -Скеррис (англ. Skerries) возможно означает шхеры — архипелаг, состоящий из мелких скалистых островов.

## География

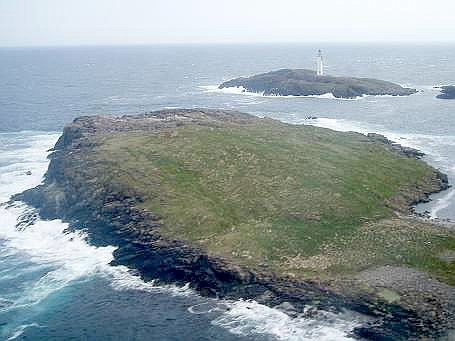
Остров Грюнэй (на переднем плане) и маяк на острове Баунд-Скерри

Аут-Скеррис является крайней восточной точкой Шотландии. Включает в себя острова Баунд-Скерри, Бререй, Грюнэй, Хаусей и другие. Ближайшие крупные острова — Мейнленд и Уолси на западе, Йелл на северо-западе и Фетлар на севере.
Общая площадь островов — четыре квадратных километра.

## Население
Население островов сосредоточено на двух островах Бререй и Хаусей.

## Экономика

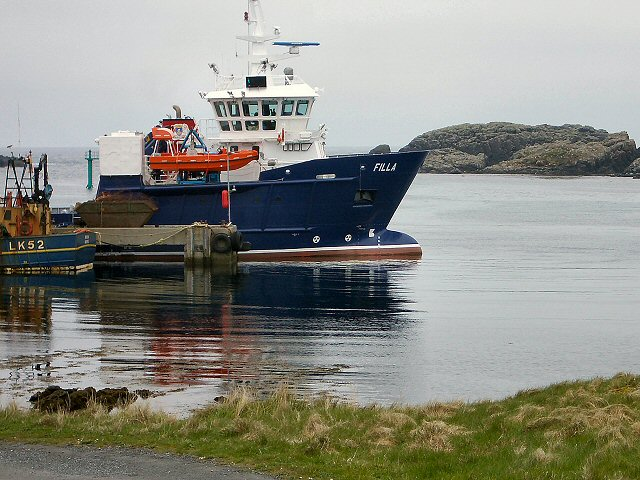
Паромная переправа

Паромы компании «Shetland Islands Council Ferries» обеспечивают сообщение с деревней Видлин и городом Леруик на восточном берегу Мейнленда и с деревней Симбистер на острове Уолси.
Работает аэродром с оборотом более 600 пассажиров в год (2009).

## Образование
Работает средняя школа «Skerries School», три учащихся средних классов, четыре в начальных классах, четверо в подготовительных классах (2009 год).
В 2015 году в школе проходил обучение единственный ученик Арон Андерсон, прославившийся как «Самый одинокий британский школьник».

## Достопримечательности

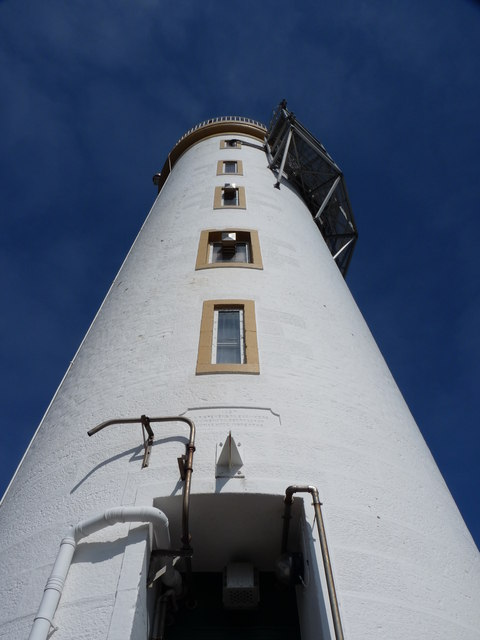
Маяк «Аут-Скеррис» на острове Баунд-Скерри

- Действующий маяк «Аут-Скеррис» на острове Баунд-Скерри построен в 1858 году Дэвидом и Томасом Стивенсонами[7]. В 1971 году включён в список архитектурных памятников категории «B»[8].